# Purple Saturn Day
Purple Saturn Day is een computerspel dat werd uitgegeven door Epyx. Het spel kwam in 1989 uit voor verschillende homecomputers. 

## Platforms
| Platform    | Jaar |
| ----------- | ---- |
| Amiga       | 1989 |
| Amstrad CPC | 1989 |
| Atari ST    | 1989 |
| DOS         | 1989 |
| ZX Spectrum | 1989 |

## Ontvangst
| Beoordeeld door                       | Platform | Datum         | Score |
| ------------------------------------- | -------- | ------------- | ----- |
| ACE (Advanced Computer Entertainment) | Amiga    | maart 1989    | 91%   |
| Atari ST User                         | Atari ST | februari 1989 | 90%   |
| Power Play                            | Atari ST | februari 1989 | 79%   |